# Johann Most
Johann Most (5. února 1846 Augsburg – 17. března 1906) byl německo-americký anarchista a řečník, který na konci 19. století začal obhajovat používání násilí k dosažení revoluční politické a sociální změny. Je známý pro propagaci strategie „propagandy činem,“ která podporuje přímou akci proti jednotlivcům či institucím (včetně použití násilí) k urychlení revoluční změny a inspirování ostatních pro další akce.

## Životopis

### Raná léta
Podle životopisce Frederica Trautmanna se Johann Most narodil jako nemanželské dítě guvernérovi a úřednici. Mostova matka zemřela na choleru ještě když byl velmi mladý. Most byl v dětství fyzicky týrán svou nevlastní matkou a učitelem ve škole kvůli své averzi k náboženství. Ke konci svého života byl Most "militantním ateistou s horlivostí náboženského fanatika", který "znal Písma lépe než většina duchovních".
Ve svých dvanácti letech Most zorganizoval stávku studentů proti zvláště nenáviděnému učiteli což vyústilo k jeho vyloučení ze školy. To ukončilo Mostovo krátké období formálního vzdělávání a přinutilo ho k hledání práce. Most začal jako učeň u knihovazače, pro kterého musel vázat knihy od úsvitu do západu; tohle období Most později přirovnal k otroctví. V 17 letech se stal nádeníkem u knihkupce a jezdil s jeho obchodem od města k městu přičemž pracoval v 50 městech 6 zemí od roku 1863 do roku 1868. Ve Vídni byl ze zaměstnání vyhozen a umístěn na černou listinu za uspořádání stávky, stal se nezaměstnatelný a tak se naučil vyrábět dřevěné krabice na klobouky, doutníky a zápalky, které prodával na ulici dokud mu to nezakázala policie kvůli chybějící licenci.

### Politická kariéra
Ke konci šedesátých let se Johann naklonil myšlenkám mezinárodního socialismu, politického hnutí vznikajícího v Německu a Rakousku. Johann viděl v doktrínách Karla Marxe a Ferdinanda Lassalleho návrh nového rovnostářského společenství a stal se vřelým zastáncem Sociální Demokracie.
Nejvíce se angažoval jako redaktor socialistických novin v Saské Kamenici a ve Vídni, které byly potlačeny úřady, a tisku Berliner Freie Presse (Berlin Free Press). Johann byl zaníceným obhájcem revolučního socialismu sdílejícím názory Wilhelma Liebknechta v řeči z roku 1869, že "socialismus nemůže být realizován v současném stavu. Socialismus musí převrátit současný stav".
V roce 1873 Most napsal souhrn Marxova Das Kapital. Na Liebknechtovu žádost provedli Marx a Friedrich Engels několik oprav Mostova textu pro druhé vydání publikované v roce 1876, a to navzdory tomu, že dvojice nevěřila, že by pamflet představoval uspokojivé shrnutí Marxovy práce. V roce 1874 byl Most zvolen za Sociálně Demokratického zástupce v německém Reichstagu, ve kterém sloužil až do roku 1878. Johann Most byl opakovaně zatýkán za své útoky na patriotismus a konvenční náboženství a etiku a pro své evangelium terorismu které kázal v próze a v mnoha písních jako například v jeho Proletarier-Liederbuch (Proletarian Songbook). Některé jeho zkušenosti z vězení byly vylíčeny v díle Die Bastille am Plötzensee: Blätter aus meinem Gefängniss-Tagebuch (Stránky z mého vězeňského deníku) z roku 1876.
Po obhajování násilných činů včetně bombových atentátů jako prostředek, který by přinesl revoluční změnu, byl Johann vládu přinucen odejít do exilu. Odešel do Francie, ale byl nucen odejít na konci roku 1878, poté se usadil v Londýně. Tam založil své vlastní noviny Freiheit (Freedom) poprvé vydané 4. ledna 1879. Z vlastní zkušenosti se přesvědčil o zbytečnosti parlamentní činnosti a začal přijímat doktrínu anarchismu, což vedlo k vyloučení z německé strany sociální demokracie v roce 1880.
V červnu 1881 Most vyjádřil na stránkách Freiheitu své nadšení z vraždy ruského cara Alexandra II. a naváděl k následování takovýchto činů a za to byl uvězněn britskými úřady na rok a půl.

### Život ve Spojených státech
Povzbuzený zprávami o pracovních bojích a průmyslových sporech ve Spojených státech se Most po propuštění z vězení roku 1882 rozhodl emigrovat do USA. Ihned se tam začal mísit mezi další německé emigranty. Mezi jeho společníky patřil August Spies, jeden z anarchistů oběšený za bombový atentát na Haymarketském náměstí, v jehož stole našla policie dopis od Mosta z roku 1884 slibující zásilku "léku", což byl krycí název pro dynamit.
Most pokračoval v publikaci Freiheitu v New Yorku. Uvězněný byl opět v roce 1886, znovu v roce 1887 a 1902, naposledy na dva měsíce po atentátu na prezidenta McKinleyho a to za publikaci úvodníku ve kterém tvrdil, že není zločin zabít vládce.
"Podíváte-li se na Ameriku, uvidíte loď poháněnou hloupostí, korupcí a předsudky," řekl Most.
Most zpočátku obhajoval tradiční kolektivistický anarchismus, ale později přijal anarchokomunismus. Podle liberála Jeffa Riggenbacha:
Johannův postoj k anarchismu zdůrazňoval dvě hlavní ideje: zaprvé, je nutné zničit nejen stát, ale i společenské návyky jako soukromé vlastnictví a obchod, zadruhé, inteligentní anarchista musí přijmout to co Most a mnoho dalších anarchistů nazývalo "propaganda činem" - násilné činy které by mohly inspirovat masy a strhnout je k revolučnmu zápalu.

Most byl známý pro upřesnění pojmu Propaganda činem (Attentat): "Stávající systém bude nejrychleji a nejradikálněji svržen zničením jeho zastánců a proto musí začít masakr nepřátelů lidu. Nejvíce Mosta proslavila jeho brožura publikovaná v roce 1885: Věda revoluční války, ve které mimo jiné popisoval výrobu bomby, čímž si vysloužil přezdívku "Dynamost."
Jako nadaný řečník, Most propagoval tyto myšlenky v marxistických a anarchistických kruzích ve Spojených státech a přilákal tím mnoho přívrženců, mezi něž patřila i Emma Goldmanová a Alexander Berkman.
Inspirováni Mostovými teoriemi a rozzuřeni smrtí dělníků během stávky v Homesteadu přispěli Emma Goldmanová a Alexander Berkman pokusem o atentát na manažera továrny Homestead Henryho Claya Fricka v roce 1892. Berkman a Goldmanová byli zklamáni, když se Most stal jedním z největších Berkmanových kritiků. Ve Freiheitu Most napadl Goldmanovou i Berkmana naznačujíc, že Berkmanův čin byl naplánován tak, aby vyvolal soucit s Frickem. Životopiska Goldmanové Alice Wexlerová tvrdila, že Most Berkmana kritizoval z prosté žárlivosti.
Johann byl v Cincinnati v Ohiu, aby přednesl řeč, když onemocněl. Byla mu diagnostikována erysipel (růže). Lékaři pro něj mohli udělat málo a o několik dní později zemřel.